# Luigi Carpaneda
Luigi Carpaneda (n. 28 noiembrie 1925, Milano, Regatul Italiei – d. 14 decembrie 2011, Milano, Italia) a fost un scrimer italian, medaliat olimpic. A participat la 2 ediții ale Jocurilor Olimpice (1956, 1960) în care a câștigat o medalie de argint.